# Tornareccio
Tornareccio – miejscowość i gmina we Włoszech, w regionie Abruzja, w prowincji Chieti.
Według danych na rok 2004 gminę zamieszkiwało 1948 osób, 72,1 os./km².